# 아르마냐크 백작

아르먀나크 백국 문장 (1304년 이전).

아르먀나크 백국 문장 (1304년 이후).

다음은 아르마냐크 백국의 통치자 목록이다:

## 아르마냐크 가문
- 기욤 - 페젱사크와 아르마냐크의 백작 ?– 960
- 베르나르 1세 - First count privative of Armagnac 960– ?
- 제로 1세 트랑칼레옹 ? –1020
- 베르나르 2세 1020–1061
- 제로 2세 1061–1095
- 아르노베르나르 2세 (associated 1072 for about ten years)
- 베르나르 3세 1095–1110
- 제로 3세 1110–1160
- 베르나르 4세 1160–1188
- 제로 4세 트랑칼레옹 1188–1215
- 제로 5세 1215–1219
  - 베르나르 아르노 다르마냐크 1217–1226 - 대립
- 피에르제라르 1219–1241
- 베르나르 5세 1241–1245
- 마스카로즈 1세 (여백작) 1245
- 아르노 2세 - 렉투르(Lectoure)와 로마뉴(Lomagne)의 백작 1245–1249
- 마스카로즈 2세 1249–1256
- 에스키비아 드 샤바네, 샤바네의 군주 1249–1256
- 제로 6세 1256–1285
- 베르나르 6세 1285–1319
- 장 1세 1319–1373
- 곱사등 장 2세 1373–1384
- 장 3세 1384–1391
- 베르나르 7세 1391–1418
- 장 4세 1418–1450
- 장 5세 1450–1473
- 샤를 1세 1473–1497

## 알랑송 가문
- 샤를 2세 1509-1525[1]

## 알브레 가문
- 앙리 1세 1527-1555[2]
- 잔 달브레 1555-1572[3]
- 앙리 2세 (King of France as Henry IV 1572-1589)

## 로렌 가문
- 앙리 드 로렌아르쿠르 1607-1666
- 루이 드 로렌 1666-1718, son of the above;
- 샤를 드 로렌 1718-1751, son of the above.

## 참고
1. ↑  Bulletin de la Section de géographie, Vol.15, 131.
2. ↑  Bulletin de la Section de géographie, Vol.15, 131-132.
3. ↑  Bulletin de la Section de géographie, Vol.15, 132.